# Utvisningen av polska judar från Tyskland 1938

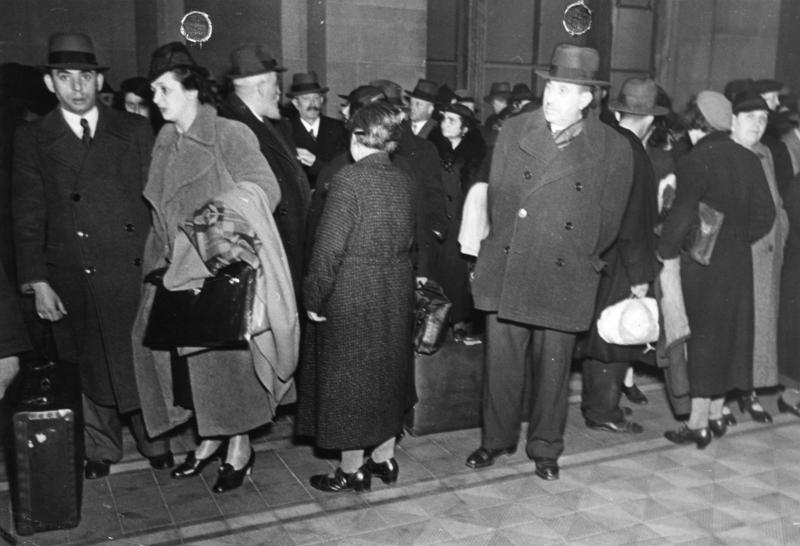
Polska judar utvisade från Nürnberg.

I oktober 1938 arresterades och utvisades cirka 17 000 polska judar som bodde i Nazityskland. Dessa deportationer, kallade av nazisterna Polenaktion ("Polsk aktion"), beordrades av SS- officeren och chefen för Gestapo Reinhard Heydrich. De deporterade judarna avvisades initialt av Polen och var därför tvungna att bo i provisoriska läger längs gränsen mellan Tyskland och Polen.

## Ursprung
Från 1935 till 1938 hade judar som bodde i Tyskland fråntagits de flesta av sina rättigheter genom Nürnberglagarna och utsattes för intensiv förföljelse från staten. Som ett resultat försökte många judiska flyktingar snabbt emigrera ut ur riket. De flesta länder, som fortfarande kände av effekterna av en global depression, antog dock strikta immigrationslagar och vägrade helt enkelt att ta itu med flyktingproblemet. Enligt en folkräkning som genomfördes 1933 var över 57 procent av de utländska judarna som bodde i Tyskland polacker. Efter den tyska annekteringen av Österrike den 13 mars 1938 blev den polska regeringen orolig för att den skulle ställas inför en storskalig återvändande av judiska medborgare från Polen som hade bott i Österrike. Den 31 mars 1938 godkände parlamentet lagstiftning som möjliggjorde återkallelse av polskt medborgarskap om personen hade bott utomlands i mer än fem år sedan Polens grundande 1919. Den tyska regeringen, som inte ville bli sittande med tiotusentals statslösa judiska polacker, antog i augusti en lagstiftning som tillät den att utvisa alla utlänningar som hade förlorat sitt medborgarskap från sitt hemland. Dessutom utfärdades ett konfidentiellt direktiv om att inte tillåta några nya uppehållstillstånd till judar.
Den 6 oktober 1938 tillkännagav det polska inrikesministeriet en förordning som krävde att polska medborgare som bor utanför Polen skaffade en påteckningsstämpel i sina pass före den 30 oktober. Alla pass utan stämpel skulle bli ogiltiga och passägaren skulle få sina medborgarskapsrättigheter återkallade. När tusentals polska judar i Tyskland uppvisade sina pass på polska konsulat nekades de den nödvändiga stämpeln av olika skäl. Genom att anta detta dekret och neka judar stämpeln, klargjorde den polska regeringen att de inte hade något intresse av att ta emot judar från riket, inte ens de som var polska medborgare.
Det polska dekretet behagade inte den tyska regeringen. År 1938 var nazisternas politik gentemot judarna starkt inriktad på emigration från riket snarare än den massutrotning som skulle uppstå 1942 under andra världskriget. Således såg nazistiska tjänstemän det polska dekretet som ett hinder för sina försök att tvinga fram judisk emigration. I ett brev till Hans Lammers, chef för rikskanslisten, skrev SS-obergruppenführer Werner Best:
| ” | Den 6 oktober 1938 utfärdade och publicerade den polska regeringen den 15 oktober ett dekret som innebär att alla pass måste ha en kontrollstämpel för att förbli giltiga. Pass som inte har denna stämpel kan inte längre användas för inresa till polskt territorium. Med detta dekret avser den polska regeringen uppenbarligen att göra det omöjligt för många polska judar som bor utomlands – särskilt i Tyskland – att återvända till Polen. Detta skulle innebära att cirka 70 000 polska judar i riksterritoriet skulle behöva tolereras permanent i Tyskland. | „ |

Av rädsla för att tusentals polska judar inte skulle kunna emigrera lagligt från riket ansåg den tyska regeringen att den var tvungen att agera. Som chef för Gestapo beordrade Heydrich att polska judar skulle utvisas från riket.

## Deporteringar
Från den 27 oktober till den 29 oktober, dagen innan det polska dekretet om pass skulle träda i kraft, arresterade statliga myndigheter i Tyskland cirka 17 000 polska judar och återkallade deras tyska uppehållstillstånd. Gestapo kunde lätt lokalisera de arresterade genom registreringsdata och folkräkningsfiler.

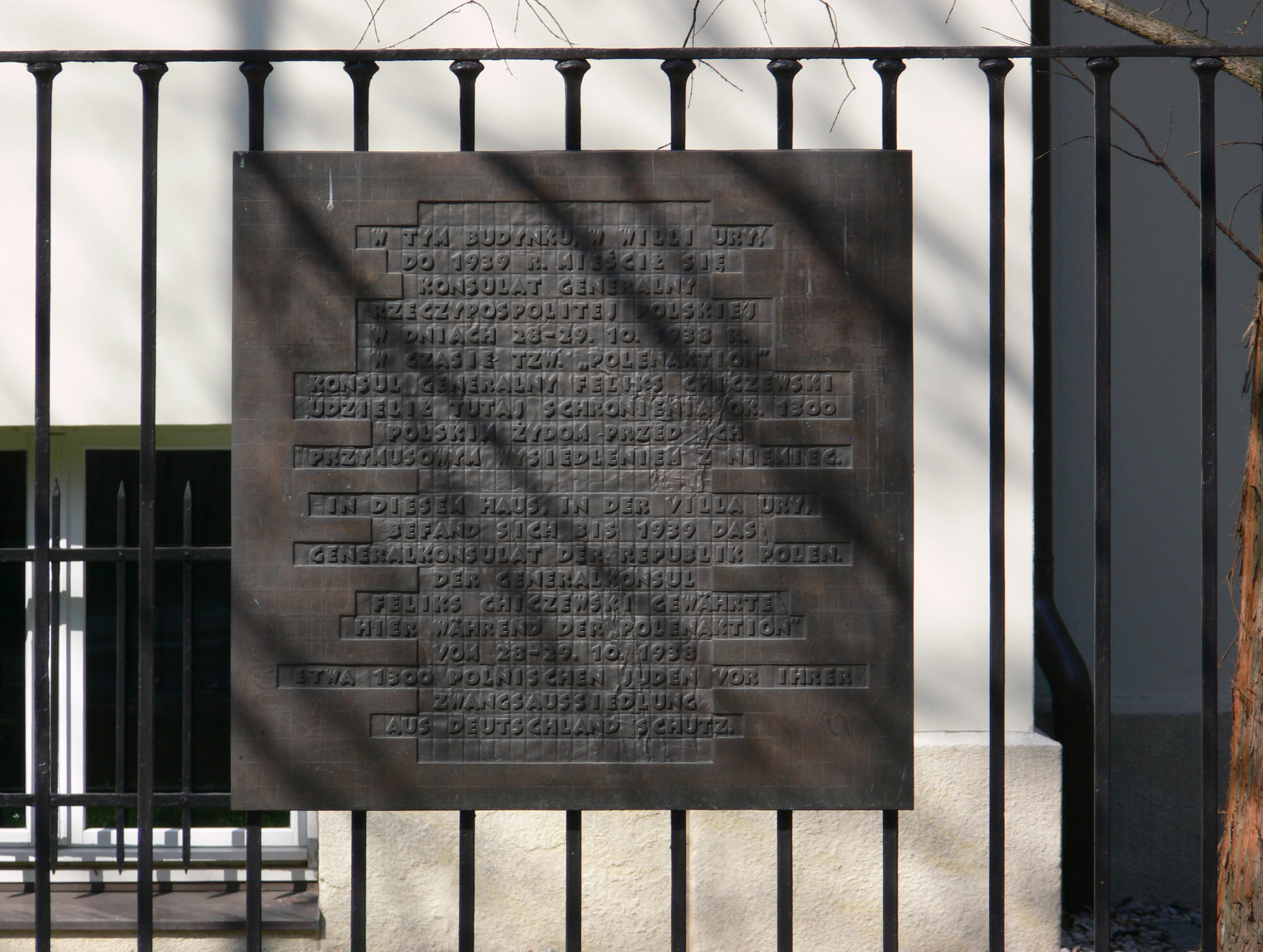
Minnesplakett vid det tidigare polska konsulatet i Leipzig, där 1 300 polska judar fann skydd 1938.

Efter att ha arresterats berövades tusentals polska judar all personlig egendom eller pengar och sattes på tåg. Dessa tåg förde de deporterade till gränsen mellan Tyskland och Polen. De polska gränsmyndigheterna blev först överväldigade av den oväntade tillströmningen av människor och under den första dagen av utvisningarna tillät de tusentals polska judar inresa till Polen. Den polska regeringen reagerade dock snabbt genom att stänga gränsen och neka ytterligare tillträde. I staden Leipzig kunde 1 300 polska judar hitta tillflykt på det polska konsulatet, biträdda där av generalkonsuln Feliks Chiczewski.
Den 30 oktober bodde tusentals hemlösa judar i ingenmansland längs gränsen. Historiker uppskattar att 4 000 till 6 000 judar deporterades mellan de södra städerna Bytom (dåvarande Beuthen ) och Katowice, 1 500 placerades nära den norra staden Chojnice och 8 000 skickades till staden Zbąszyń (källa 2 sid. 123). I Zbąszyń upprättades ett stort flyktingläger i ett försök att ge skydd åt de deporterade. I månader sov flyktingar i Zbąszyń i dåligt byggda baracker med mycket få provianter. Allvaret i lägret bevittnades av den polska historikern Emanuel Ringelblum som beskrev flyktingarnas hopplöshet i ett brev till en kollega.
| ” | Jag tror inte att någon judisk gemenskap någonsin har upplevt en så grym och skoningslös utvisning som denna. Framtiden är desperat. Människor i lägret har fått meddelanden om att de har förlorat sitt polska medborgarskap […] Zbaszyn har blivit en symbol för polska judars försvarslöshet. Judar har förödmjukats till nivån av spetälska, till fjärde klassens medborgare och som ett resultat är vi alla drabbade av denna fruktansvärda tragedi. Zbaszyn var ett hårt moraliskt slag mot Polens judiska befolkning. | „ |

Till följd av Polenaktionen i oktober 1938 skulle de flesta av de 17 000 utvisade judarna stanna kvar i flyktingläger vid gränsen i nästan ett år. Det var inte förrän strax före den tyska invasionen av Polen 1939 som flyktingarna från Polenaktionen fick tillträde till Polens inre.

## Herschel Grynszpans svar

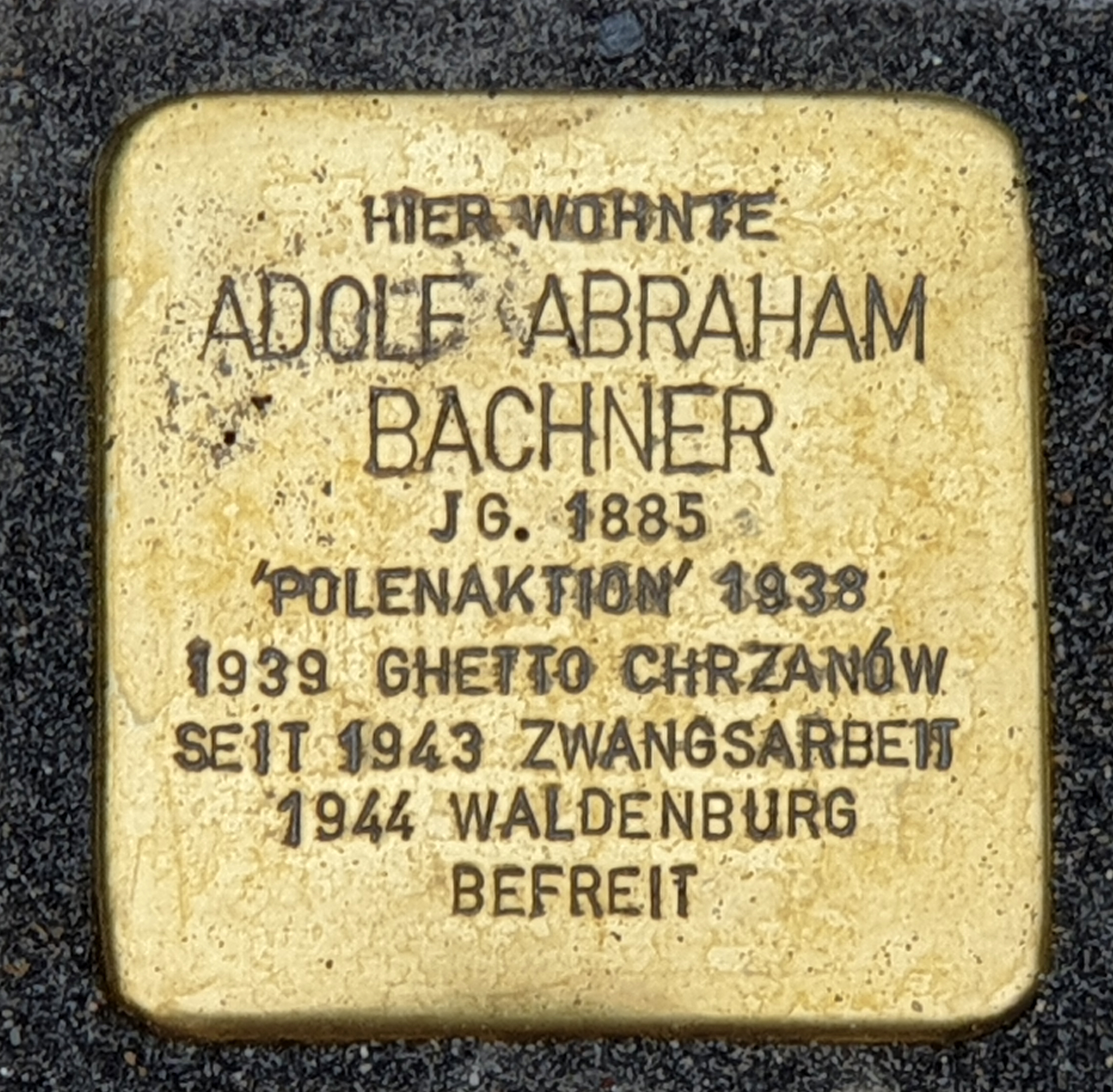
Stolperstein av Adolf Abraham Bachner, Polenaktionsöverlevare.

Bland dem som deporterades den 27 oktober i Hannover i Tyskland fanns Sendel Grynszpans familj. Grynszpan beskrev hur polisen kom till deras hem torsdagen den 27 oktober och krävde att de skulle gå till närmaste polisstation med sina polska pass. När de anlände väntade hundratals människor på ytterligare instruktioner. Polisen informerade folkmassan om att de skulle skriva under papper och visa upp sina pass. Efter att ha gjort det placerades de i polisbilar, fördes till en tågstation och tvingades upp i bilarna. Lördagen den 29 oktober anlände familjen Grynszpan till Zbąszyń, förvirrade och rädda.
Den 31 oktober kunde Sendel Grynszpans dotter Berta skicka ett vykort från Zbąszyń till sin bror Herschel Grynszpan i Paris. Vykortet, som beskrev grymheten och tragedin i familjens tvångsförflyttning, nådde Grynszpan. Förskräckt och bedrövad över sin familjs och de tusentals andra polska judarnas svåra situation tog Grynszpan det på sig att hämnas. Han köpte en pistol och begav sig till den tyska ambassaden i Paris den 7 november. Där sköt han och dödade slutligen rikets förste sekreterare, Ernst vom Rath.
Mordet på vom Rath chockerade nazistregimen. Den 9 och 10 november förstördes, brändes och plundrades judiska företag, fastigheter och synagogor över hela riket, med mordet som en förevändning av nazisterna. Denna händelse, ofta kallad Kristallnatten, ses ofta av historiker som ett avgörande och betydelsefullt ögonblick i formuleringen av Förintelsen.